# Occitània de 1900 a 1940
Aquest fou el panorama d'Occitània abans de l'ocupació pels nazis.

## El regionalisme
El regionalisme francès de finals del segle xix i començaments del XX fou facilitat, entre d'altres, per l'escola francesa de la Geografia Humana Regional, creada pel llenguadocià Paul Vidal de la Blache (1845-1918), professor a la Sorbona del 1898 al 1909, fundador de la revista Annales de Geographie i autor, entre d'altres, de l'estudi geogràfic Etats et nations d'Europe (1881). Va tenir nombrosos seguidors, tant a França com a la resta d'Europa.
El 1898 Charles Maurras (1868-1952) publicaria L'idee de descentralisation, una barreja de federalisme proudhonià, corporativisme saintsimonià i de positivisme de Comte, on defensa el reconeixement de les cultures locals dins una monarquia federativa fonamentada en la llibertat de les províncies i municipis. Juntament amb el seu inseparable Fréderic Amouretti (1863-1903) fundaren la Ligue du Patrie Française i la revista Réveil de Provence, en el mateix sentit. Però el 1899 marxà a París, on coneixeria al lorenès Maurice Barrès (1862-1923), qui havia elaborat la teoria de l’arrelament regional que permetia l'expandiment de l'individu dins el seu propi quadre natural. Aquell mateix any fundarien el diari L'Action Française, al qual se li unirien molts felibres.
El 1905 Maurras també participaria en la Ligue de Descentralisation, de carie reialista i radical, que poc després es transformaria en la Federation Régionaliste Française (FRF), dirigida d'antuvi pel mateix Maurras, per Joan Carles-Brun (1870-1946), autor de Le Régionalisme (1911) i de Qu’est-ce que le regionalisme (1936), i per Jùli Rounjat (1864-1925), el famós lingüista autor d'una L'ourtogràfi prouvençalo (1908), intent d'unificació gramatical occitana. Aquest grup recolzà d'antuvi Action Française, però la marxa definitiva de Maurras a París el privà d'un líder amb cert carisma.
La FRF recull la tradició proudhoniana i del felibritge federal de París, i rebé el suport tant de Barrès com de J. Hennesy i J. Paul Boncour, juristes i filòlegs. Intentà operar com a grup de pressió i promoure la presentació de projectes de llei per part de diputats dels diferents partits a favor d'una regionalització administrativa i federalitzant, així com crear un estat d'esperit favorable a la reestructuració territorial. El programa del 1901 era força eclèctic, proposava crear regions homogènies amb competències administratives i econòmiques, igual que en els municipis, descentralitzar l'educació i promoure les tradicions locals. El programa era força vague i no pogué evitar les divergències entre monàrquics i republicans, entre federalistes i descentralitzadors, i per tant, la seva eficàcia política fou força reduïda.
L'última oportunitat perduda pels felibrencs en política es produí l'any 1907, quan la crisi dels vinyataires del Llenguadoc els va dur a una revolta oberta contra el govern de Georges Clemenceau. Els seus caps dirigents foren el sindicalista occità Marcelin Albert i l'alcalde socialista de Narbona, Ernest Ferrol o Ferroul, qui els convocà a Carcassona en occità i allí evocà el cant de la croada davant els manifestants. Reberen el suport de Pèire Devoluy (1862-1932), qui intentà convèncer inútilment Frederic Mistral que els donés la benedicció, i pel cardenal de Montpeller, Roverie de Cabrières (1830-1921), qui simpatitzava amb els felibres. Ferroul arribà a suplicar de genolls Mistral que encapçalés el moviment, però aquest es va negar en rodó alhora que neutralitzava les activitats del felibre i sancionava l'heterogeneïtat interna. El moviment fou desfermat i molt durament reprimit per Clemenceau, encara que van obtenir algunes de les millores reivindicades.

## Evolució econòmica i social
Tres fets marcaren l'evolució occitana en aquesta primera meitat de segle: la guerra del 1914, l'escola pública francesitzadora, i la manca d'una estructura econòmica pròpia.
D'una banda, el 1897 un llenguadocià de Muret, Clément Ader (1841-1925) va fabricar el primer avió a Tolosa de Llenguadoc. Ja el 1866 n'havia creat un prototip, l’Éole, amb motor a vapor, que s'alçaria per primer cop el 1890. El 14 d'octubre del 1897 fou provat al camp de Satory (Versalles) i va rodar 60 metres, en recorregué 150 més en vols curts i 300 més en ple aire. Va mantenir una certa disputa sobre la paternitat de l'invent amb els germans Wright, que l'enregistraren abans. Tanmateix, fou el precursor de l'aviació a Europa, i facilità que entre el 1914 i el 1918 el jove empresari tolosà Laticoère hi construís avions militars, alhora que amb Didier Saurat fundaria a Tolosa anys més tard l'Aeropostale, primera empresa de transport aeri amb Sud-amèrica via Barcelona, Alacant, Casablanca i Dakar.
Per una altra banda, la Guerra del 1914-1918 no sols va enrolar a files la flor i nata del jovent occità (com la dels jovent bretó i cors, duts a primera fina com a carn de canó, i que provocaria el 1917 un fort moviment de desercions massives) sinó que també xuclà els recursos naturals del país, sobretot el carbó del Massís Central. El 1916 es fundaria Charbonneries de Barjac, a Gard, vora Alès, per tal de potenciar l'explotació de carbó. Però després del 1920 s'iniciaria la davallada. La porcellana de Llemotges, que emprava 8.000 treballadors el 1920, només n'emprarà la meitat el 1938. Endemés, els dos principals bancs locals occitans, la Banque Castelnau de Montpeller i la Banque Gaidan de Nimes, s'enduran el capital a París, iniciant així la descapitalització regional, que a la llarga provocarà la manca d'inversions pròpies. Tanmateix, el 1924 es fundaria a Tolosa l’Office Nationale Industriel de l'Azote, sector químic estatal, que des d'aleshores serà l'únic que, de vegades, invertirà al país.
Per altra banda, el 1936 s'establiren 36.000 italians a Gers i Olt i Garona, gent que no aprendrà occità i accelerarà a la llarga el procés de substitució lingüística.
Alhora, els polítics occitans ja eren plenament integrats a la política francesa, i dels seus orígens occitans en van fer un simple aspecte folklòric. Aquest fou el cas de Theòphile Delcassè (1882-1936) de Pàmies, ministre d'afers exteriors el 1914-1915, de marina el 1911-1913, i de colònies el 1893-1895; del llemosí Marie François Sadi Carnot (1837-1894), president de la república del 1887 al 1894; del provençal Gaston Doumergue (1863-1937) del Parti Radicale i president de la república del 1924 al 1936; del també provençal Edouard Daladier (1884-1970), radical-socialista cap de govern el 1934 i 1938-1940 i ministre de guerra el 1932 i el 1936-1937 i d'obres públiques el 1930-1931, de trist record per ser el signatari francès del Pacte de Múnic del 1938, i que el 1943 fou deportat a Alemanya pels ocupadors nazis; i el mariner gascó Jean-François Darlan (1881-1942) almirall el 1929 i cap de la flota francesa el 1939, qui el 1941-42 fou vicepresident del Govern de Vichy fins que marxà a Alger i es posà de part dels aliats fins que fou assassinat.
Quan a la cultura occitana en francès, en aquells anys tingué com a màxims exponents al provençal Jean Giono (1895-1970), autor de la Trilogie de Pan (1926-1930) on canta al subdesenvolupament occità sense donar, però, els noms dels responsables, en un francès ple de provençalismes, i en lloa les virtuts del món rural contra el maquinisme i el món urbà. També n’és destacable el director de cinema provençal Marcèu Panhol (1895-1974), amb evocacions costumistes de Marselha de la trilogia de films Fanny (1932), Marius (1931) i César (1937), però que no reeixí en l'intent de crear un cinema nacional, encara que fos en francès, ja que uns altres directors, com el llenguadocià Louis Feuillade (1874-1925) autor de films com Les vampires (1915), La vie telle qu’elle est (1911-1913) i Fantômas (1913-1914), o el gascó Louis Delluc (1890-1924), autor dels films Fièvre (1921), L'inoundation (1924) o Le femme de nulle part (1922), van fer la seva producció a París. D'altres autors en francès de gran renom foren els poetes provençals René Char (1907-1988), amb els llibres Seull de meurent (1945), Les matinaux (1950) i Lettera amorosa (1953), i Paul Valéry (1871-1945), considerat com a gran glòria de les lletres franceses, autor dels poemes Le cimetière marin (1920), La jeune parque (1917) i Variété (1924-1944), diàleg de caràcter socràtic. Després de la guerra en destacaria el nimenc Jean Marie Le Clézio (1940), defensor, però, de les llengües minoritàries, i autor de Le procés verbal (1963), Le fièvre (1965), Le déluge (1966) i le livre des fruites (1969).
Per altra banda, la geografia humana regional fundada per Paul Vidal de la Blache va tenir continuadors occitans, com el tolosà Jean Brunhes (1869-1930), autor de la Geographie humaine de la France (1926-1930), i el llemosí Pierre Deffontaines (1894-1878), membre de l'Institut d'Estudis Catalans.

## Situació política als anys vint
Pel que fa al regionalisme, a conseqüència de la reorganització territorial duta a terme després de la Guerra el 1918, tornaria a cobrar força les doctrines del regionalisme econòmic, en favor de la reestructuració estatal en regions econòmiques homogènies per tal d'evitar la burocratització i millorar l'eficàcia administrativa. Però totes les respostes en aquest sentit fracassaren.
El FRF, dirigit des del 1901 per Lois-Xavier de Ricard, mantindria força activitat durant el període 1922-1926 mercè la influència que exercí entre altres parlamentaris Jean Hennesy, radical moderat qui el 1919 presentà una proposta de llei que aspirava a una regionalització més profunda, però també fracassà. El 1926 el govern radical es proposà posar en pràctica un procés de descentralització, però més tard el frenà pel sorgiment de partits nacionalistes perifèrics, i la força d'aquests a Alsàcia. Paul Boncour, federalista convençut, fou ministre d'afers exteriors i de guerra el 1933, i tampoc presentà aleshores cap iniciativa en aquest sentit. Per la seva banda, el SFIO (socialistes) mantenia una postura jacobinista, i només el PCF mantenia una certa comprensió al problema. D'aquesta manera, entre el 1900 i el 1914 es presentaren molts projectes de Llei, així com nombroses simpaties individuals, però sense cap resultat pràctic. Només s'aconseguiria el 1913 la creació a Tolosa de l'Institut de les Llengües Meridionals, amb la biblioteca més rica en llengua d'oc.
El 1930 es formaria una nova tendència federalista no conformista, amb les revistes Esprit (1932) d'Emmanuel Mounier (1905-1950) de Grenoble, creador del personalisme, i L'Ordre Nouveau (1933), ideològicament heterogènia (amb el cristià Emmanuel Mounier, Alexandre Marc, Denis de Rougemont (1906-1985), suís de Neuchâtel i federalista paneuropeu, R. Dandieu i Raymond Aron (1905-1983), parisenc liberal) que es caracteritza pel personalisme, rebuig al capitalisme, liberalisme i socialisme, a favor de l'autonomia de l'individu i la seva lliure associació en esferes ascendents que garantien la llibertat, i que incloïa el federalisme territorial i de corporacions econòmiques com un fre a la dictadura i a la uniformitat.
Així, reformularen el regionalisme maurrasià a favor d'una indefinida Europa de les Pàtries, formada per unitats determinades per criteris ètnics. En relació amb aquest grup es mostraria un grup dissident del FRF del 1921 encapçalat per Eugene Poitevin, amb la revista Le Federaliste (1921-1938), on hi col·laborarien nacionalistes bretons, occitans, bascos i alsacians, alhora que prestava atenció a la política de nacionalitats de la Societat de Nacions.
Per altra banda, en el terreny lingüístic, l'escolarització progressiva i repressiva contra les llengües minoritàries provocà la vergonya del patuès, alhora que trencà la corretja tradicional de transmissió lingüística, fet agreujat pel fet que la gent immigrada que s'establia al país, majoritàriament ja no aprenia occità.

## L'occitanisme en els anys 20
Pel que fa al felibritge, tancat en un esteticisme de saló o un folklorisme localista malgrat els esforços dels capolié Devoluy i Bernard, amb les revistes Prouvènço (1905-1906) i Vivo Prouvènço (1907-1914), empentarà els més joves a la recerca de noves possibilitats alternatives.
La primera batalla serà per una llengua unificada a nivell escrit, ja que tots els sectors progressistes s'oposaren al rodanenc emprat pels felibres. Ja el 1895 el p. Josèp Ros publicà una Gramàtica Limousina on proposava que la llengua unificada fos el més pròxima possible a l'emprada pels antics trobadors. En el número 9 de la revista Mount Segur del 1889, el jove gramàtic llenguadocià Antonin Perbosc (1861-1944), amic de Jaurès i influït pel parnassianisme, proposà les tesis d'unificació lingüística en el mateix sentit. Amb aquesta idea, el mateix Perbosc i el seu amic Prosper Estieu (1860-1939) fundarien el 1904 l'Escola Occitana, encara que no entraria en funcionament fins al 1919, i fins al 1920 no publicarien el primer esbós de gramàtica occitana unificada, basada en la llengua dels trobadors, però només amb projecció a Tolosa i al Llenguadoc. Alhora, s'havien d'enfrontar, per una banda, amb el mistralisme a ultrança dels provençals Devoluy i Suly-Andrièu Peyre, i amb la gascona Escolo Gaston Febus, que tenia idees pròpies sobre la gramàtica.
Durant aquest període també es fundaren nombroses revistes, com L'Estello (1909-1911), per Filadelfa de Gerda, Estieu i Bernard; La Regalido (1909), Lou Secret (1918) i Marsyas (1921) de Suli-Andrièu Peyre, endemés de les noves, Gai Saber i Per Nostre. Quan al moviment occitanista, el pes del ruralisme, del tradicionalisme i del conservadorisme també es revelaren als Jocs Florals de Tolosa. Aquesta desarticulació interna de l'occitanisme i l'estancament en la política cultural duraria fins als anys 30.
Durant la primera guerra mundial, el moviment occitanista encara era concentrat en l'activitat folklòrico-literària, sense assolir un estàndard lingüístic modern i sense definicions polítiques específiques, i el localisme regional dels diversos grups feia difícil el sorgiment d'una consciència de nacionalitat compartida més enllà dels dialectes regionals. A Marsella, per exemple, encara continuava la tradició del Felibre Roig, lligat als ambients laics de l'ensenyament i en els mitjans sindicalistes i socialistes, expressats el 1917 a la revista Le Feu, òrgan del Regionalisme Mediterrani.
Cap al 1923, per la seva banda, es funda a Tolosa la Societat d'Estudis Occitans (SEO) amb Valeri Bernard, Josèp Anglada (1868-1930), filòleg i autor de Les troubadors , i el gramàtic Loís Alibert (1884-1959), com a presidents i secretari general respectivament. Reberen el suprot de l'Escòla Occitana, dirigida aleshores pel p. Josèp Salvat, i foren influïts per l'IEC. Intentaren donar un nou estatut científic a la llengua occitana, i alhora unificar els dialectes en un standart etimològic tot seguint el model de l'IEC i superar així la grafia mistralenca, basada en el provençal i ja reformada per Perbosc i Estieu el 1899. Des del 1928 rebrien el suport de l'impressor català Josep Carbonell i Gener i de l'Oficina de Relacions Meridionals de la Generalitat de Catalunya, mercè la qual foren publicades la Gramàtica occitana segons los parlars lengadocians (1935) d'Alibert, que servirà de base per depurar la resta dels dialectes occitans i fer una llengua literària comuna, així com La legenda d'Esclarmonda de Valeri Bernard i Los sants Evangelis de Juli Cubainas, traducció de la Bíblia. Els felibres intentarien oposar-li com a alternativa la Grammaire istorique des parlers prouvençaux modernes de Juli Rounjat, però sense èxit.
El 1920 també es formarà la Liga per la Lenga d'Oc a l'Escòla, amb Joan Bozet, Antonin Perbosc i J. Bonafòs, universitaris que critiquen la francesització a ultrança. El 1928 Bozet intentà reformar el gascó conforme als criteris de Perbosc, cosa que l'obligarà a trencar amb Palay i Camelat, tradicionalistes.
El 1923, endemés, apareix la revista Òc del gascó Ismael Girard (1898-1976) i del metge Camil Soula (1888-1963), més tard membre de l'IEC, anomenats Grup de Tolosa. D'esperit obert, modernitat i llibertat de crítica, l'han fet una de les més importants publicacions en occità, influïda fins al 1939 per l'IEC, i més tard, quan n'assumí la direcció Fèlis Castanh (1920) pel comunisme. Soula va visitar Barcelona el 1920 i en tornar fundaria la Liga Occitana, presidida per Antonin Perbosc i el músic Deodat de Severac (1872-1921), relacionat amb artistes catalans. Poc després, el març del 1923, es constituiria el Comité d'Action des Revendications Nationales du Midi, compost per diverses personalitats occitanes i felibres de diferents tendències, que farien un Appel … a la nació occitana, per primer cop amb un nacionalisme occità doctrinalment definit i mostrant certa admiració vers Irlanda, així com una estratègia federalista i una cosmovisió social populista. Però es va dissoldre uns mesos després per deixar pas a la Ligue per la Patrie Méridionale-Federation des Pays d'Oc, que també integrava personalitats de diferents punts d'Occitània. Des d'aleshores, Oc esdevindria tribuna dels catalanistes emigrats d'Estat Català.

El 1925 Jòrdi Rebol (1901-1993) fundà a Marsella l’Action Sociale et Felibrienne Lo Calen (La llar), amb el cronista comunista A. Conio i l'industrial Paul Ricard, per tal d'educar al jovent en occità: organitzen cursos d'occità i viatges d'estudis. Políticament, s'arrenglerà amb els socialistes i amb els catalanistes d'esquerres (des del 1923 s'havia revifat una nova mena d'amistat occitano-catalana), sobretot amb el Centre Català de Marsella, fundat el 1918. Catalunya fou l'exemple a seguir, i poc després es fundaren les revistes L'Araire (1931-1933) i Occitània (1934-1939), dirigides per Carles Camprós (1908-1995), qui el 1935 va publicar l'opuscle Per lo camp occitan on desenvolupà una teoria de la nació occitana, amb una estratègia populista que rebutja la lluita de classes i crida a l'emancipació cooperativista i reformista del pagès i de l'artesanat cap a un federalisme interior per França, però un federalisme no pas capitalista. El 1935 formaria el Partit Federalista Provençal (PFP), qui farà campanya a les eleccions pel Front Popular i definirà la Provença com a minoria nacional. Però només aconseguiran la participació en alguns actes protocol·laris de l'Ajuntament de Marsella.
Per la seva banda, un altre nucli d'universitaris, a Montpeller, el 1928 intentaria promoure actituds a favor de l'idioma, i es constituiria com a Nou Lengadoc (1929-1934), que faria tasca de propaganda cultural i publicitària, però tenia un ideari força confós i no trencà amb els felibres, alhora que eren més llenguadocians que no pas occitans, i políticament eren neutrals. El seu cap, Joan Lesaffre, s'inspirava en el federalisme de Brun i l'autoritarisme de Maurras, però des del 1933 es girà vers el catalanisme. El 1933 deixaria el grup i Nou Lengadoc  es vincularia al pancatalanisme occitanista de la revista Occitània, que tenia grups a Marsella, Tolosa i Barcelona. Tanmateix, els contactes no prosperaren, sobretot degut a la gran distància des del punt de vista organitzatiu d'ambdós nacionalismes, també per la guerra civil espanyola, que interrompé els contactes, i pel fet que els catalanistes, millor organitzats, no es volien sotmetre a un vague panoccitanisme.	 